# Poindimié
Poindimié ist eine Gemeinde in der Nordprovinz in Neukaledonien. Sie liegt auf der Hauptinsel Grande Terre und ist die größte Gemeinde der Ostküste. 
Hier findet jedes Jahr das Filmfest Festival international du cinéma des peuples (Festival Ânûû-rû Âboro) statt, auf dem Dokumentarfilme aus aller Welt, mit Schwerpunkt auf der Pazifikregion, gezeigt werden.
Die höchste Erhebung ist der Katalupaik mit 1091 m.

## Bevölkerung
| Einwohner | 2152 | 2519 | 2481 | 3010 | 3644 | 3590 | 4340 | 4824 | 4818 | 4868 | 5006 |
| Jahr      | 1956 | 1963 | 1969 | 1976 | 1983 | 1989 | 1996 | 2004 | 2009 | 2014 | 2019 |